# ボーモント銃
ボーモント銃（ボーモントじゅう、Beaumontgeweer）は、19世紀オランダのボルトアクションライフルである。

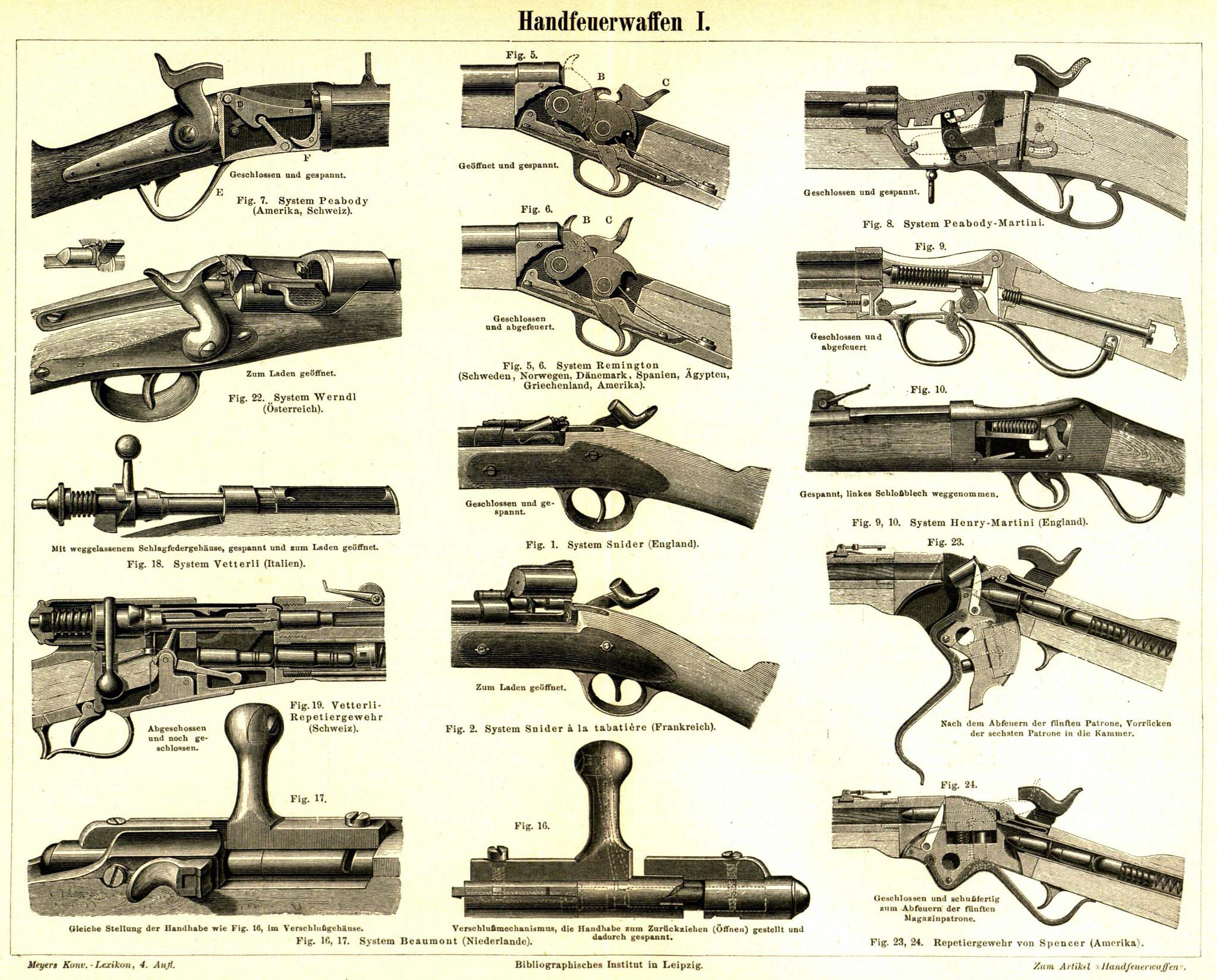
ボーモント銃の尾栓機関部（左下）
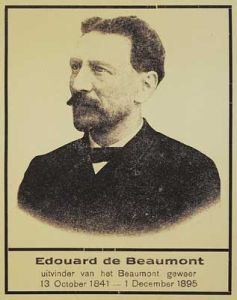
設計者エドゥアール・ディ・ボーモント